# Janusz Roszkowski
Janusz Ryszard Roszkowski (ur. 11 marca 1928 w Łapach, zm. 25 lutego 2025 w Warszawie) – polski dziennikarz i działacz partyjny, ambasador w Królestwie Danii (1989–1991).

## Życiorys
Syn Aleksandry i Stefana. 
W czasie II wojny światowej pracował jako tokarz w Zakładach Naprawczych Taboru Kolejowego w Łapach. Od września 1947 należał do Polskiej Partii Robotniczej, a następnie do Polskiej Zjednoczonej Partii Robotniczej (PZPR). Podczas studiów skierowany przez partię do pracy w Ministerstwie Bezpieczeństwa Publicznego, gdzie pracował w latach 1949–1953. W 1951 ukończył Akademię Nauk Politycznych w Warszawie. W 1953 podjął pracę w Polskiej Agencji Prasowej. W latach 60. zatrudniony jako korespondent w Berlinie (1961–1963) i kierownik oddziału PAP w Bonn (1963–1967). Od 1971 do 1981 pełnił funkcję zastępcy członka Komitetu Centralnego PZPR. Był delegatem na VI, VII i VIII Zjazd PZPR. Od 1971 do 1986 pełnił funkcję redaktora naczelnego PAP, a od 1986 do 1989 był przewodniczącym Komitetu ds. Radia i Telewizji. W latach 1983–1988 członek Prezydium Rady Obywatelskiej Budowy Pomnika Szpitala Centrum Zdrowia Matki Polki. Po wyborach 1989 mianowany ambasadorem nadzwyczajnym i pełnomocnym w Królestwie Danii (pełnił tę funkcję do 1991). 
Pochowany na Cmentarzu Wojskowym na Powązkach.

## Odznaczenia
Otrzymał m. in. następujące odznaczenia i wyróżnienia:
- Krzyż Komandorski Orderu Odrodzenia Polski
- Order Sztandaru Pracy II klasy
- Odznaka honorowa „Zasłużony dla Kultury Polskiej” za wkład w powstanie Muzeum Historii Żydów Polskich Polin[5]
- Odznaka „Za zasługi dla rozwoju prasy polskiej i Stowarzyszenia Dziennikarzy Polskich” (1974)[7]
- Nagroda im. Bolesława Prusa I stopnia (1973)
- Medal Honorowy im. Juliusza Fuczika Międzynarodowej Organizacji Dziennikarzy